# Ensemble de lancement Vega

L'Ensemble de lancement Vega (abrégé ELV, parfois nommé ZLV, Zone de Lancement Vega) est un ensemble de lancement de fusées spatiales situé sur la base de lancement de Kourou en Guyane française construit en 1973. Créé à l'origine pour le lancement de fusées Europa 2, il est reconverti pour les fusées Ariane 1, 2 et 3 et prend alors l'appellation ELA-1 pour Ensemble de lancement Ariane 1. À la fin des années 2000 il subit un remaniement majeur pour permettre le lancement des fusées légères européennes Vega. Le premier tir du nouveau lanceur a eu lieu le 13 février 2012 depuis l'ensemble de lancement refondu baptisé ELV.

## Historique

### La création de l'ELA-1

Le pas de tir ELV du lanceur se trouve en haut à gauche de la carte non loin du pas de tir d'Ariane 5.

Depuis 1947, la France utilisait pour développer ses lanceurs spatiaux et missiles balistiques le Centre interarmées d'essais d'engins spéciaux situé à Hammaguir, en Algérie. La guerre d'Algérie et l'indépendance qui en découle conduisit les autorités françaises à abandonner le centre. Grâce à des « clauses secrètes » dans les Accords d'Évian, signés le 18 mars 1962, la France a l'autorisation de disposer pour 5 ans encore de la base. C'est ainsi qu'a décollé le 26 novembre 1965 une fusée Diamant-A avec à son bord le premier satellite artificiel Français, Astérix (A-1). Le centre est évacué en 1967.
Dès la signature des accords, le ministère de la Défense français planifie la création d'une nouvelle base dans les Landes à Biscarrosse, le Centre d'Essais de Lancement de Missiles. Ce centre ne permet cependant pas de profiter de la rotation terrestre pour mettre en orbite un satellite, puisque les lancements ne peuvent se faire que vers l'ouest, direction opposée aux zones habitées.

Plan du centre spatial Guyanais.

Le Centre national d'études spatiales (CNES) décide alors de créer sa propre base de lancement. 14 sites seront étudiés, à l'étranger comme dans les départements d'outre-mer. La Guyane sera finalement retenue le 14 avril 1964, pour sa stabilité politique, l'absence de tremblements de terre, de cyclones et son positionnement par rapport à l'océan Atlantique, autorisant des lancements vers l'est sans risque de retombée de débris du lanceur sur des zones habitées. De plus, la proximité du centre par rapport à l'équateur (5°23' nord) permet des lancements « économiques » en carburant, et donc en poids.
Un premier ensemble de trois pas de tir pour fusées-sondes est achevé dès 1968. L'année suivante verra la construction de l'ensemble Diamant. Le pas de tir adapté à Europa 2, nommé CECLES, ne sera terminé qu'en 1971.
L'échec du vol F-11 d'Europa 2 le 5 novembre 1971 provoque l'arrêt du programme, et les vols des fusées Diamant sont stoppés en 1975. Le centre est mis en sommeil jusqu'à l'arrivée du nouveau lanceur européen Ariane, prévu pour 1977. Les seuls lancements pendant cette période furent ceux des fusées-sondes météorologiques Super Arcas.
Pour des raisons économiques, Ariane devra réutiliser le pas de tir CECLES conçu pour Europa 2. Mais celui-ci s'avère trop petit. Il faut donc « gagner de la hauteur ». Avec d'énormes vérins, la tour de lancement de 1 200 tonnes est rehaussée de 6 mètres, pendant que, par-dessous, de nouveaux éléments sont intégrés. Le massif de béton qui supporte le lanceur sera lui, « enterré » de 6 mètres.
La première Ariane 1 s'envolera le 24 décembre 1979 de ce pas de tir, rebaptisé ELA-1.
Par la suite, l'ELA-1 subira des modifications légères en 1981 pour lancer quelques exemplaires des versions Ariane 2 (vols 18, 23, 26, 28 et 30) et Ariane 3 (vols 10, 11, 12, 13, 15, 19, 21, 24 et 32).

### L'abandon
Après 25 tirs d'Ariane, l'ELA-1 est fermé en juillet 1989. La tour est détruite en juin 1991. Au sol, il reste le massif en béton et le château d'eau, qui seront réutilisés 18 ans plus tard par le nouveau lanceur Vega.

### ELV: Réutilisation du pas de tir par la fusée Vega
En 1998, l'Agence spatiale européenne décide la création d'un nouveau lanceur de plus faible puissance qu'Ariane 5, proposant des lancements à coût moins élevé (21 millions d'euros contre 110 millions d'euros pour un lancement double d'Ariane 5). L'année suivante, il est proposé d'utiliser l'ELA-3, le pas de tir d'Ariane 5. La complexité de ce lanceur empêche de s'en servir ; l'attention se tourne vers l'ELA-2, voué à Ariane 4, encore employée à l'époque. Celui-ci est trop grand, et c'est donc l'ELA-1, renaissant sous le nom d'ELV (Ensemble de Lancement Vega) qui se charge d'accueillir Vega dès son premier lancement, en février 2012.
L'ELA-1 a dû subir des ajouts et des modifications, comme l'édification d'un nouveau portique.

## Liste des vols lancés depuis l'ELV
Cette liste s'appuie sur les éléments fournis par le site Le coin des amatheurs de sciences.
| Date           | Vol | Charge                   | Résultat | Lanceur  |
| -------------- | --- | ------------------------ | -------- | -------- |
| 4 nov. 1971    | F11 | STV-4                    | Échec    | Europa 2 |
| 24 déc. 1979   | L01 | Cat/Ballast et Techno    | Succès   | Ariane 1 |
| 23 mai 1980    | L02 | Oscar 9 et Firewheel     | Échec    | Ariane 1 |
| 19 juin 1981   | L03 | Apple, Cat et Météosat   | Succès   | Ariane 1 |
| 20 déc. 1981   | L04 | Marecs A, Thésée, Cat    | Succès   | Ariane 1 |
| 9 sept. 1982   | L05 | Sirio 2, Marecs B        | Échec    | Ariane 1 |
| 16 juin 1983   | L06 | ECS 1, Amsat 3           | Succès   | Ariane 1 |
| 19 oct. 1983   | L07 | Intelsat 5F7             | Succès   | Ariane 1 |
| 5 mars 1984    | L08 | Intelsat 5F8             | Succès   | Ariane 1 |
| 23 mai 1984    | V9  | Spacenet 1               | Succès   | Ariane 1 |
| 4 août 1984    | V10 | ECS-2, Telecom 1A        | Succès   | Ariane 3 |
| 9 nov. 1984    | V11 | Spacenet II, Marecs B2   | Succès   | Ariane 3 |
| 8 fév. 1985    | V12 | Arabsat 1A, Brasilsat S1 | Succès   | Ariane 3 |
| 7 mai 1985     | V13 | GStar I, Telecom 1B      | Succès   | Ariane 3 |
| 2 juill. 1985  | V14 | Giotto                   | Succès   | Ariane 1 |
| 12 sept. 1985  | V15 | Spacenet F3, ECS 3       | Échec    | Ariane 3 |
| 22 fév. 1986   | V16 | Viking et Spot 1         | Succès   | Ariane 1 |
| 31 mai 1986    | V18 | Intelsat 5F14            | Échec    | Ariane 2 |
| 16 sept. 1987  | V19 | ECS 4, Aussat K3         | Succès   | Ariane 3 |
| 11 mars 1988   | V21 | Télécom 1C, Spacenet 3R  | Succès   | Ariane 3 |
| 17 mai 1988    | V23 | Intelsat V F 13          | Succès   | Ariane 2 |
| 21 juill. 1988 | V24 | ECS 5, Insat 1C          | Succès   | Ariane 3 |
| 28 oct. 1988   | V26 | TDF 1                    | Succès   | Ariane 2 |
| 27 janv. 1989  | V28 | Intelsat 5F15            | Succès   | Ariane 2 |
| 2 avr. 1989    | V30 | TéléX                    | Succès   | Ariane 2 |
| 12 juill. 1989 | V32 | Olympus                  | Succès   | Ariane 3 |

| Date           | Vol  | Charge                                     | Résultat | Lanceur |
| -------------- | ---- | ------------------------------------------ | -------- | ------- |
| 13 fév. 2012   | VV01 | LARES - ALMAsat1                           | Succès   | Vega    |
| 7 mai 2013     | VV02 | PROBA-V, VNREDSat 1A, ESTCube-1            | Succès   | Vega    |
| 30 avr. 2014   | VV03 | KazEOSat 1A                                | Succès   | Vega    |
| 11 fév. 2015   | VV04 | Intermediate eXperimental Vehicle (IXV)    | Succès   | Vega    |
| 23 juin 2015   | VV05 | Sentinel-2                                 | Succès   | Vega    |
| 3 janv. 2015   | VV06 | Lisa Pathfinder                            | Succès   | Vega    |
| 6 sept. 2016   | VV07 | PeruSat-1, SkySat 4, 5, 6 et 7             | Succès   | Vega    |
| 5 déc. 2016    | VV08 | Göktürk 1                                  | Succès   | Vega    |
| 7 fév. 2017    | VV09 | Sentinel-2B                                | Succès   | Vega    |
| 2 août 2017    | VV10 | OPTSAT-3000, Vénμs                         | Succès   | Vega    |
| 8 nov. 2017    | VV11 | Mohammed VI-A                              | Succès   | Vega    |
| 22 août 2018   | VV12 | ADM-Aeolus                                 | Succès   | Vega    |
| 21 nov. 2018   | VV13 | Mohammed VI-B                              | Succès   | Vega    |
| 21 mars 2019   | VV14 | PRISMA                                     | Succès   | Vega    |
| 11 juill. 2019 | VV15 | Falcon Eye 1                               | Échec    | Vega    |
| 3 sept. 2020   | VV16 | SSMS POC (ESAIL & 52 Autres)               | Succès   | Vega    |
| 17 nov. 2020   | VV17 | Seosat, TARANIS                            | Échec    | Vega    |
| 28 avr. 2021   | VV18 | Pléiades Neo 3 + 5 Cubsat                  | Succès   | Vega    |
| 16 août 2021   | VV19 | Pléiades Neo 4 + 4 Cubsat                  | Succès   | Vega    |
| 16 nov. 2021   | VV20 | Trois satellites CERES                     | Succès   | Vega    |
| 13 juill. 2022 | VV21 | LARES-2 et 6 cubesats                      | Succès   | Vega-C  |
| 20 déc. 2022   | VV22 | Pléiades Neo 5 & 6                         | Échec    | Vega-C  |
| 8 oct. 2023    | VV23 | THEOS-2, FORMOSAT-7R/TRITON et 10 cubesats | Succès   | Vega    |
| 4 sept. 2024   | VV24 | Sentinel-2C                                | Succès   | Vega    |
| 5 déc. 2024    | VV25 | Sentinel-1C                                | Succès   | Vega-C  |
| 29 avr. 2025   | VV26 | Biomass                                    | Succès   | Vega-C  |
| 26 juill. 2025 | VV27 | Quatre satellites CO3D et MicroCarb        | Succès   | Vega-C  |

### Galerie

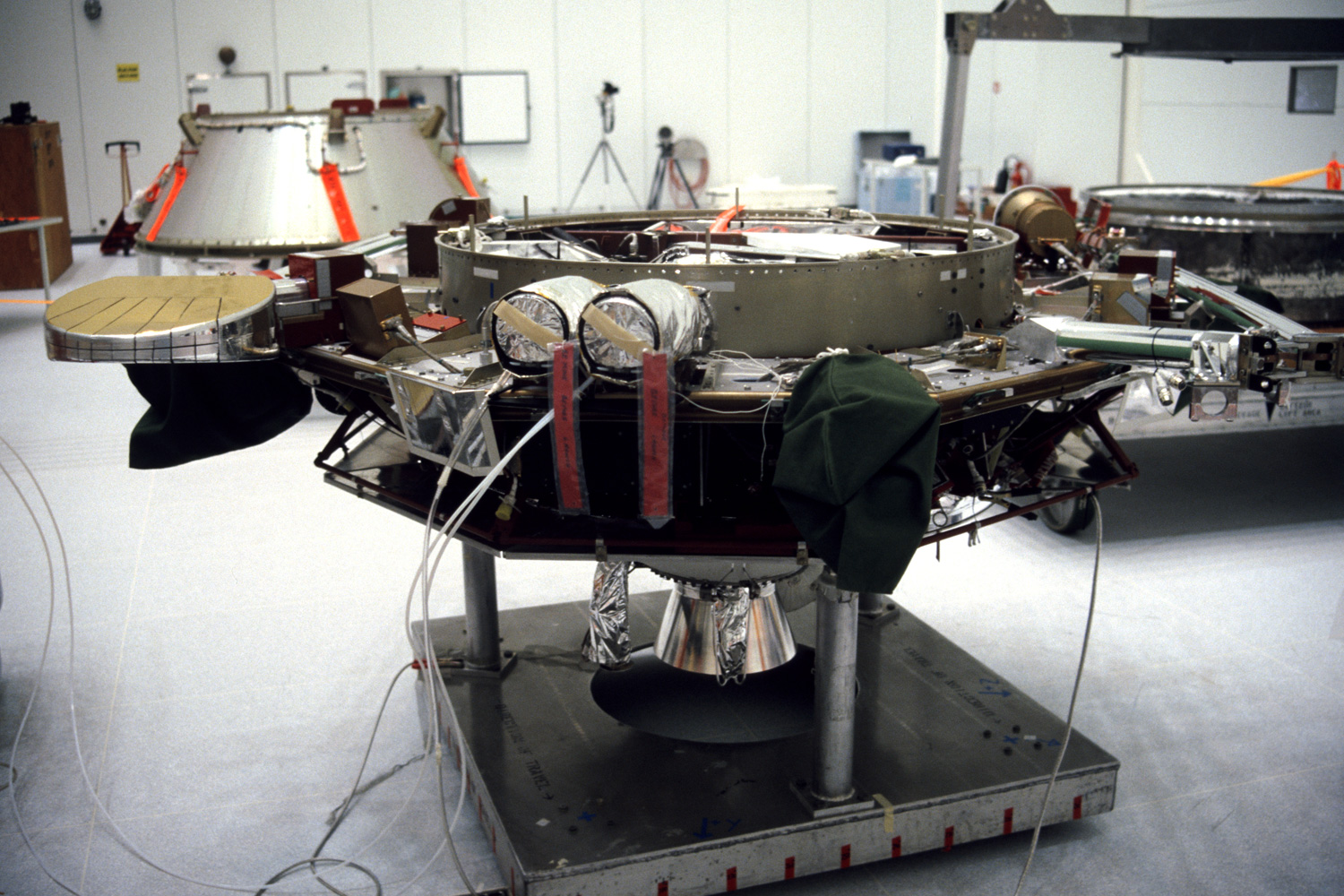
Le satellite Viking en cours d'assemblage, mis à poste lors du vol V16.
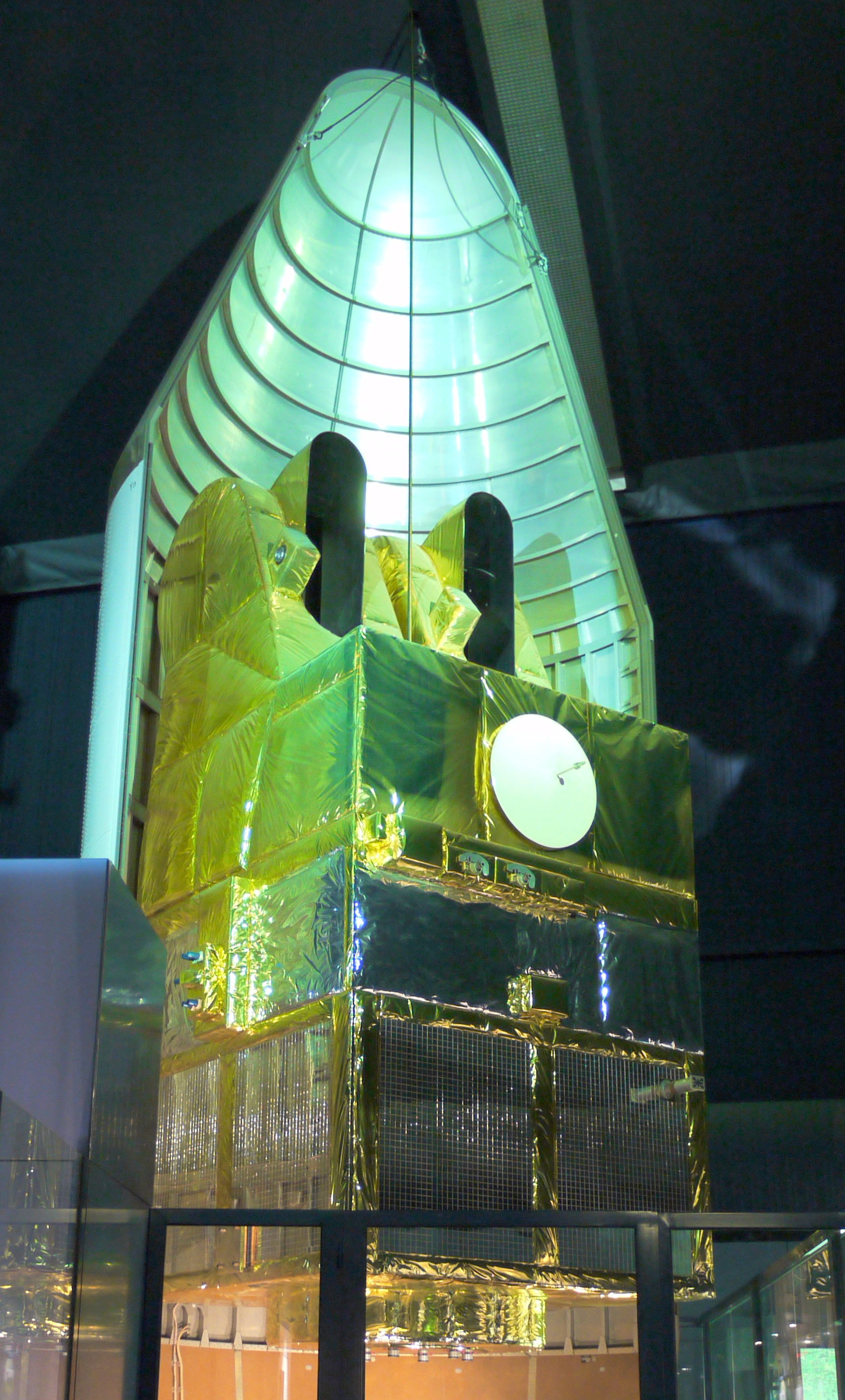
Spot 1 (V16)